# Cynoscion jamaicensis
La curbinata o tonquicha (Cynoscion jamaicensis) es una especie de pez de la familia Sciaenidae en el orden de los Perciformes.

## Morfología
• Los machos pueden llegar alcanzar los 50 cm de longitud total y 1.000 g de peso.

## Reproducción
Es un pez ovíparo con una gran fertilidad.

## Alimentación
Come peces  y crustáceos (cangrejos y gambas).

## Hábitat
Es un pez de clima tropical y demersal que vive hasta los 70 m de profundidad.

## Distribución geográfica
Se encuentra en el  Atlántico occidental: desde Nicaragua,  Panamá y las Grandes Antillas hasta la Argentina, incluyendo las Pequeñas Antillas.

## Observaciones
Es inofensivo para los humanos.